# Museum für Kunst und Gewerbe
El Museu d'Arts i Oficis d'Hamburg (Museum für Kunst und Gewerbe) és un dels principals museus d'arts aplicades a Europa i un dels museus més importants d'Hamburg.
El museu d'Arts i Oficis va ser fundat el 1874. En essència, va crear-se gràcies a l'advocat i crític d'art Justus Brinckmann. S'inspirà del Museu de South Kensington (fundat el 1852, avui Victoria and Albert Museum, a Londres), del Museu d'Art i Indústria (1863) austriac, actual Museu d'Arts Aplicades de Viena) i del Museu Alemany de Comerç (fundat el 1867, ara Museu d'Arts Decoratives de Berlín). Brinckmann volia millorar el nivell artístic del museu i va esdevenir el seu primer director. El museu va inaugurar-se el 1877 a la plaça Steintorplatz com una escola pública tècnica i un museu d'art i comerç.
L'edifici va ser construït entre 1873 i 1875 segons els plànols de l'arquitecte Johann Carl Christian Zimmermann.